# Atheta bidenticauda
Atheta bidenticauda är en skalbaggsart som beskrevs av Max Bernhauer 1907. Atheta bidenticauda ingår i släktet Atheta och familjen kortvingar. Inga underarter finns listade i Catalogue of Life.